# Inada Tomomi
Inada Tomomi  (稲田 朋美  sinh ngày 20 tháng 2 năm 1959) là một nữ luật sư, chính trị gia người Nhật Bản.Inada từng là Bộ trưởng  Bộ Quốc phòng Nhật Bản  và Chủ tịch Hội đồng Nghiên cứu chính sách của Đảng Dân chủ Tự do  cầm quyền. Inada đã 4 lần trúng cử đại biểu  Hạ nghị viện Nhật Bản .

## Vai trò luật sư
Sau khi tốt nghiệp Đại học Waseda vào năm 1981, Inada trở thành luật sư vào năm 1985. Ban đầu, bà là thành viên đoàn luật sư Osaka, sau đó là thành viên đoàn luật sư Fukui, nơi bà sinh ra và lớn lên. Inada đứng về phía Chính phủ Nhật Bản trong các vụ kiện liên quan đến Đền Yasukuni và là luật sư của bên nguyên đơn trong vụ kiện liên quan đến Cuộc thi chém 100 người bằng một thanh kiếm trong Chiến tranh Trung-Nhật lần thứ hai. Bà cũng là luật sư biện hộ cho các chỉ huy trận Okinawa, luật sư bên nguyên đơn là một gia đình mồ côi kiện Ōe Kenzaburō và Shoten Iwanami vì đã phỉ báng các vị chỉ huy. Trong vụ kiện liên quan đến Cuộc thi chém 100 người bằng một thanh kiếm, bên phía Inada thua kiện.Từ đó,bà quyết định trở thành chính trị gia. Bà muốn bảo vệ danh dự của các quân nhân Nhật Bản trong Chiến tranh thế giới thứ hai cũng như của gia đình họ, từ vị trí của một chính trị gia chứ không phải là vị trí của một luật sư như trong kia.

## Sự nghiệp chính trị
Ngày 15 tháng 8 năm 2005, sau khi diễn thuyết trước Đảng cầm quyền về tội ác chiến tranh, bà được Abe Shinzō đề cử là ứng viên chính thức của LDP. Ngày 11 tháng 9 năm 2005, Inada lần đầu được bầu vào Hạ nghị viện. Trong Quốc hội, bà tham gia ủy ban tư pháp, ủy ban đặc biệt về xây dựng đạo đức chính trị và sửa đổi luật bầu cử liên quan đến công chức. Năm 2008, bà còn tham gia Ủy ban Tổng hợp. Sau đó,ba lần tái trúng cử Hạ nghị viện.
Năm 2012,được bổ nhiệm làm Quốc vụ khanh phụ trách cải cách quy chế trong Nội các của Thủ tướng Abe Shinzō và đảm nhiệm vị trí này đến tận tháng 9 năm 2014.
Năm 2017 giữ và thôi chức bộ trưởng quốc phòng Nhật Bản 🇯🇵🇯🇵🇯🇵 Mitsumi "Abe Protégé With Nationalist Views Is Japan’s New Defense Minister", Wall Street Journal, ngày 3 tháng 8 năm 2016. Truy cập 2016-08-03.</ref>